# Aéroport de Gérone-Costa Brava
Pour les articles homonymes, voir GRO.
L'aéroport de Gérone-Costa Brava ou aéroport de Gérone est un aéroport situé à Vilobí d'Onyar, à 12 km au sud de la ville de Gérone, 74 km de Barcelone au nord-est de l'Espagne (code IATA : GRO • code OACI : LEGE). Il s'agit d'un des principaux aéroports en Catalogne, avec celui de Barcelone.

## Description
L'aéroport est ouvert en 1965, mais ce n'est que très récemment qu'il connaît une forte augmentation du trafic passagers. Ceci est dû au fait que l'aéroport est l'un des plateformes de correspondance de Ryanair.
Plus de 3,5 millions de passagers ont transité par l'aéroport en 2006, contre seulement 275 000 en 1993. 
Beaucoup de passagers utilisent l'aéroport comme une alternative à celui de Barcelone. Barcelone se situe à 100 km au sud de Gérone, cependant un service de transfert direct en bus en direction de Barcelone est proposé au départ de l'aéroport, peu après chaque atterrissage. Des navettes effectuent la liaison vers la gare de Gérone, où il est possible de prendre le train pour Barcelone.

## Situation
| \| 100 km1:11 216 000 \| Alicante Almería Andorre Badajoz Barcelone Bilbao Burgos León Castellón · de la Plana Ceuta Gérone Grenade Ibiza Jerez La Corogne Lleida Logroño Madrid Málaga Melilla Minorque Murcie Oviédo Palma de · Majorque Pampelune Reus Sabadell Saint-Jacques Saint-Sébastien Salamanque Santander Saragosse Séville Valence Valladolid Vigo Vitoria |
| 100 km1:11 216 000 |

Voir les Îles Canaries

## Statistiques
Le trafic passager de l'aéroport n'a cessé d'augmenter entre 1997 et 2008 avant de chuter jusqu'en 2016.
Pour des raisons techniques, il est temporairement impossible d'afficher le graphique qui aurait dû être présenté ici.

Voir la requête brute et les sources sur Wikidata.
| Année | Passagers | Evolution |
| ----- | --------- | --------- |
| 1997  | 533 445   |           |
| 1998  | 610 607   | + 14,5 %  |
| 1999  | 631 235   | + 3,4 %   |
| 2000  | 651 402   | + 3,2 %   |
| 2001  | 622 410   | - 4,5 %   |
| 2002  | 557 187   | - 10,5 %  |
| 2003  | 1 448 796 | + 160 %   |
| 2004  | 2 962 988 | + 104,5 % |
| 2005  | 3 533 567 | + 19,3 %  |
| 2006  | 3 614 223 | + 2,3 %   |
| 2007  | 4 848 604 | + 34,2 %  |
| 2008  | 5 510 970 | + 13,7 %  |
| 2009  | 5 286 970 | - 4,1 %   |
| 2010  | 4 863 785 | - 8,0 %   |
| 2011  | 3 007 649 | - 38,2 %  |
| 2012  | 2 844 571 | - 5,4 %   |
| 2013  | 2 736 867 | - 3,8 %   |
| 2014  | 2 160 745 | - 21,1 %  |
| 2015  | 1 775 326 | - 17,8 %  |
| 2016  | 1 664 856 | - 6,2 %   |
| 2017  | 1.946.694 | + 16,9 %  |
| 2018  | 2.020.138 | + 3,8 %   |

## Autour de l'aéroport
Depuis l'aéroport, il est facile de se rendre dans les stations balnéaires de la Costa Brava : Lloret de Mar, l'Estartit, Blanes ou Roses.
La frontière avec la France est située à seulement une cinquantaine de kilomètres au nord (une demi-heure du Perthus par autoroute) ; beaucoup de passagers utilisent ainsi l'aéroport pour se rendre dans les stations de ski des Pyrénées ou dans la principauté d'Andorre.
Des bus Terravision vous amènent à Perpignan et aux stations de ski des Pyrénées telles que Font Romeu ou Les Angles
Une gare TGV est en projet. Sa construction pourrait débuter en 2024 et s'achever en 2026, pour un montant total de 50 millions d'euros. 

## Compagnies aériennes et destinations
| Compagnies          | Destinations |
| ------------------- | --- |
| Enter Air           | En saison charter: Gdańsk-L. Wałęsa, Katowice-Pyrzowice, Poznań (Posnanie)-H. Wieniawski |
| Jet2.com            | En saison : - Birmingham, - Bristol, - East Midlands, - Glasgow, - Leeds-Bradford, - Londres-Stansted, - Manchester, - Newcastle |
| LOT Polish Airlines | En saison charter: Katowice-Pyrzowice, Varsovie-Chopin |
| Ryanair             | Cracovie-Jean-Paul II, Londres-Stansted, Nuremberg-A. Dürer, Pise-Galileo Galilei En saison : - Abruzzes, - Belfast, - Birmingham, - Bournemouth, - Bristol, - Bruxelles-National, - Charleroi Bruxelles-Sud, - Cork, - Dublin, - East Midlands, - Eindhoven, - Francfort-Hahn, - Helsinki-Vantaa, - Karlsruhe/Baden-Baden, - Knock-Irlande Ouest, - Leeds-Bradford, - Manchester, - Memmingen, - Paris-Beauvais, - Poznań (Posnanie)-H. Wieniawski, - Riga, - Saint-Jacques-de-Compostelle, - Shannon, - Weeze, - Wrocław-N. Copernic |
| SmartWings          | En saison : Varsovie-Chopin En saison charter: Katowice-Pyrzowice |
| Transavia           | En saison : Amsterdam, Rotterdam-La Haye |
| TUI Airways         | En saison : Birmingham, Londres-Gatwick, Manchester |
| TUI fly Belgium     | En saison: Bruxelles-National |

Édité le 08/03/2018  Actualisé le 18/04/2023

## Galerie

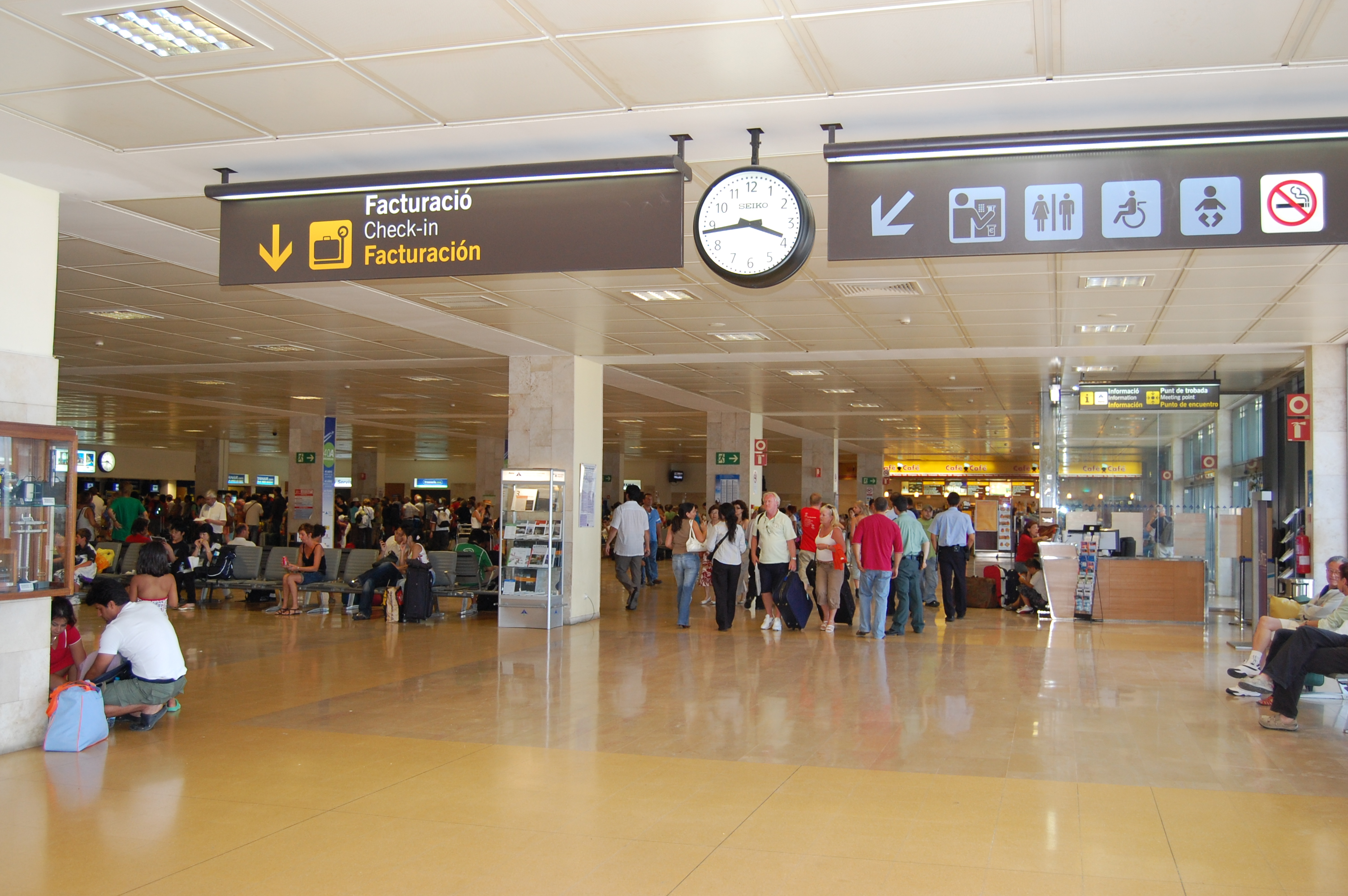
L'intérieur de l'aérogare.
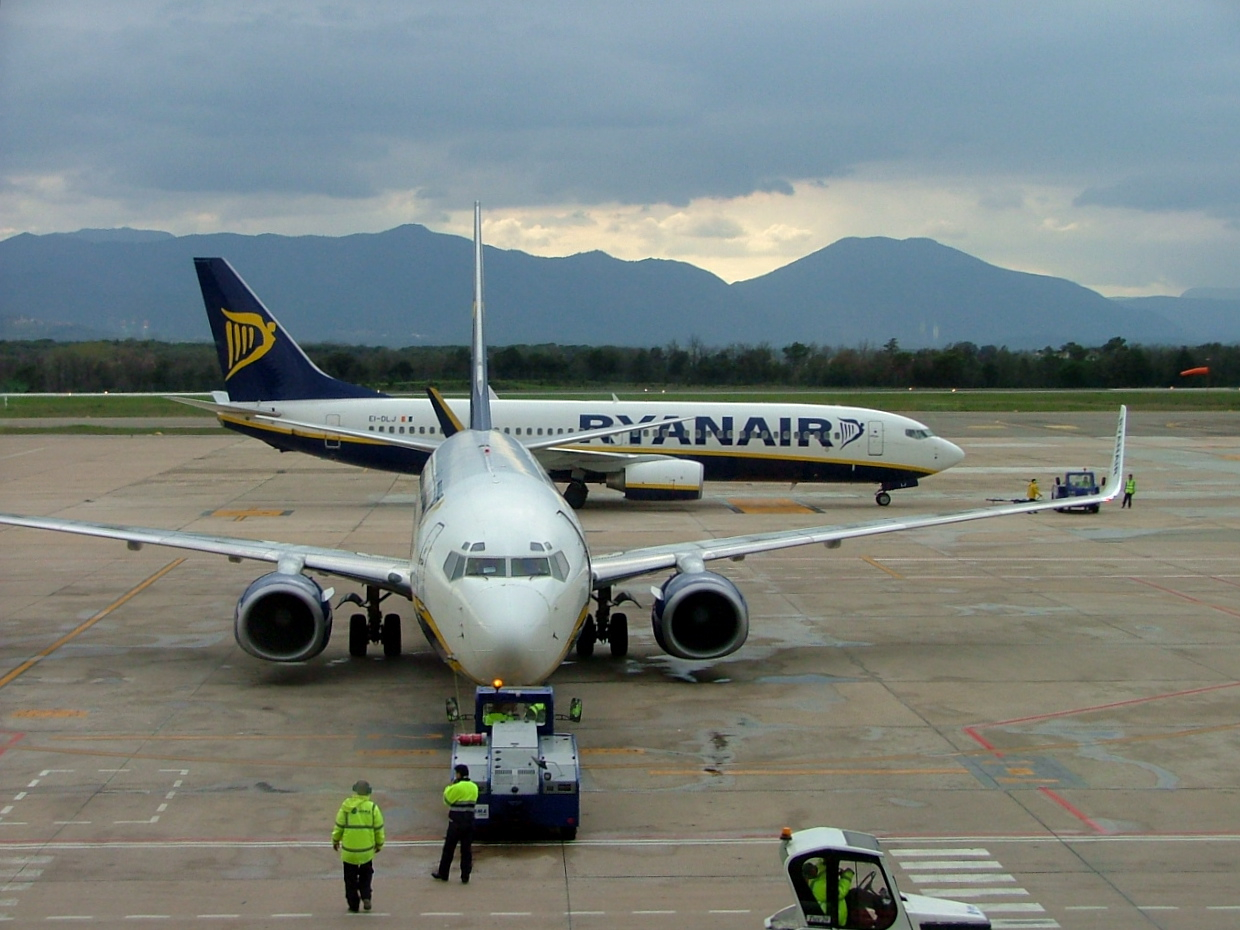
Boeing 737 de Ryanair à l'aéroport.